# Румянцев, Алексей Всеволодович
Алексей Всеволодович Румянцев (14 [26] ноября 1889, Курская губерния — 1947, Москва) — русский и советский гистолог.

## Биография
Родился 14 (26) ноября 1889 года в селе Никольское в Тимском уезде Курской губернии, где его отец служил земским врачом.
Начальное образование он получил в земской школе, а с 10 лет учился в Курской гимназии. Когда ему было 14 лет, умер отец и мать была вынуждена содержать четверых детей на небольшую пенсию и скромный заработок от частных уроков музыки. Чтобы оплачивать обучение, Алексей Румянцев стал подрабатывать.
В 1908 году, после окончания гимназии, он стал студентом естественного отделения физико-математического факультета Московского университета. В 1913 году окончил университет с дипломом I-й степени и званием кандидата естественных наук по специальности «зоология, сравнительная анатомия и физиология» и был оставлен при кафедре гистологии младшим сверхштатным ассистентом, затем младшим преподавателем. К этому времени его семья переехала в Москву и, вынужденный заботиться о ней, в течение пяти лет он давал уроки по химии, физике и географии в частных гимназиях.
Ещё студентом 2-го курса Румянцев проходил практику на биологической станции «Глубокое озеро», где он выполнил ряд гидробиологических работ. Спустя десять лет, в 1919 году, его назначили заведующим этой станции, которую ему удалось сохранить в тяжёлые для страны годы.
В 1925 году он стал доцентом; читал разные курсы: теоретические основы микроскопии, общую цитологию, коллоидную химию протоплазмы, специальные главы по сравнительной гистологии, культуру тканей.
Постепенно его научные интересы перешли от гидробиологических исследований к экспериментальной биологии. В 1930 году он ушёл из университета и до 1934 года работал в Институте экспериментального морфогенеза Наркомпроса РСФСР, а с 1935 года — в лаборатории экспериментальной зоологии (в составе Биоотделения АН СССР) Института эволюционной морфологии им. А. Н. Северцова АН СССР. Здесь Румянцев возглавил лабораторию гистогенеза. В кругу его обширных интересов стали доминировать две проблемы — тканевые корреляции и гистогенез соединительной ткани.
В 1934 году Румянцев создал и стал заведовать кафедрой гистологии в новом тогда вузе — Московском областном клиническом институте (МОКИ), реорганизованном в 1941 году в 4-й Московский медицинский институт. Во время Великой Отечественной войны вместе с Институтом эволюционной морфологии и 4-м ММИ он уехал в эвакуацию в город Фрунзе, где в течение двух лет изучал тканевые и биохимические изменения при ожоговой травме. В течение двух лет эвакуации он подытоживал работы за предыдущие годы; подготовил ряд объёмных рукописей: «Гистология конъюнктивы при трахоме», «Проблемы происхождения остеокластов», «Остеокласты в тканевых культурах», «Основы экспериментальной эндокринологии» и другие.  
Скончался внезапно от сердечного приступа в Москве, 14 декабря 1947 года.

## Научные работы
Основные научные работы — по гистологии беспозвоночных, эволюционной гистологии, структуре кожи, цитологии, в частности простейших, культуре тканей, эндокринологии, гистогенезу хрящевой и костной тканей. 

## Награды
- орден Трудового Красного Знамени (10.06.1945)